# Adalberto Vergara
Adalberto Vergara y Vergara (Bogotá, 23 de junio de 1885-Colombia, siglo XX ) fue un político colombiano.

## Biografía
Doctor en derecho y ciencias políticas. Fue nombrado procurador general de bienes del departamento de Cundinamarca, director de anales de la Cámara de Representantes y elegido concejal de Bogotá para los periodos 1921-1923 y 1925-1927. Además, personero de Bogotá en 1926, personero municipal de Fontibón y consultor del Ministerio de Industrias de Colombia hasta finales de 1929.